# Пауза-Мюльтрофф
Пауза-Мюльтрофф (нім. Pausa-Mühltroff) — місто в Німеччині, розташоване в землі Саксонія. Входить до складу району Фогтланд. Складова частина об'єднання громад. Утворене 1 січня 2013 року в ході адміністративної реформи шляхом об'єднання міст Пауза і Мюльтрофф.
Площа — 64,24 км2. Населення становить 4845 ос. (станом на 31 грудня 2020).